# 科布達區
50°09′36″N 55°39′00″E / 50.16000°N 55.65000°E

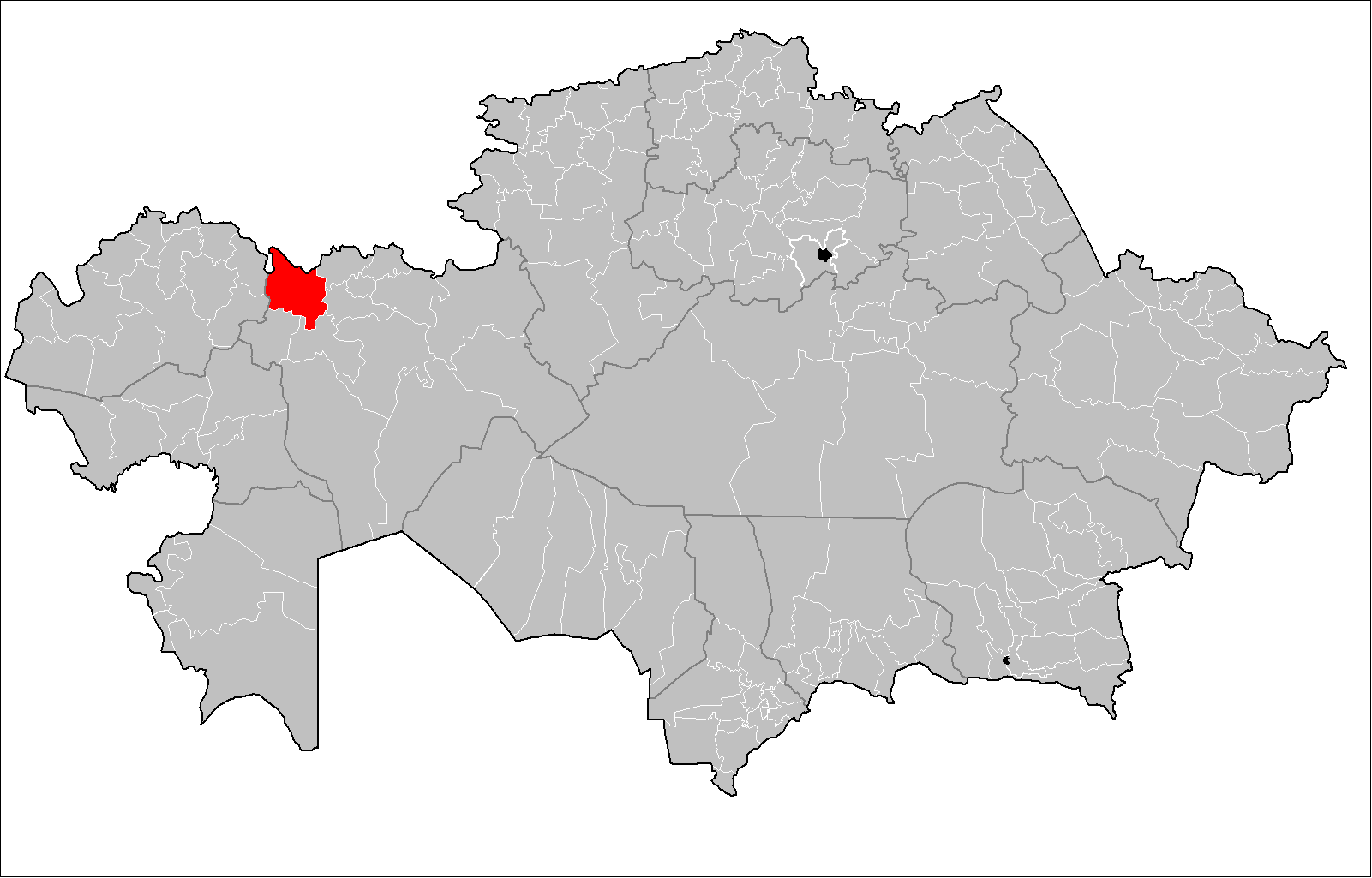

科布達區是哈薩克斯坦的行政區，位於該國中西部，由阿克托貝州負責管轄，首府設於科布達，始建於1929年，面積14,000平方公里，2019年人口18,623。